# HMS Vanguard (1946)

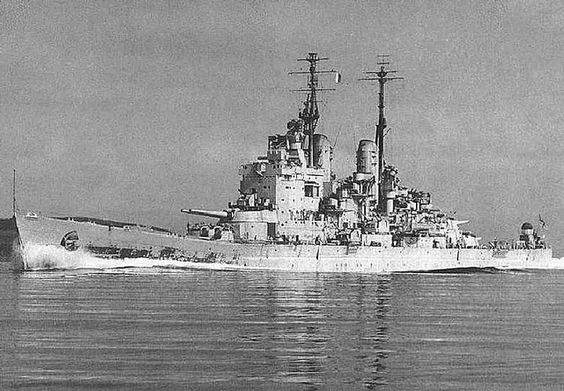
Az HMS Vanguard brit csatahajó.

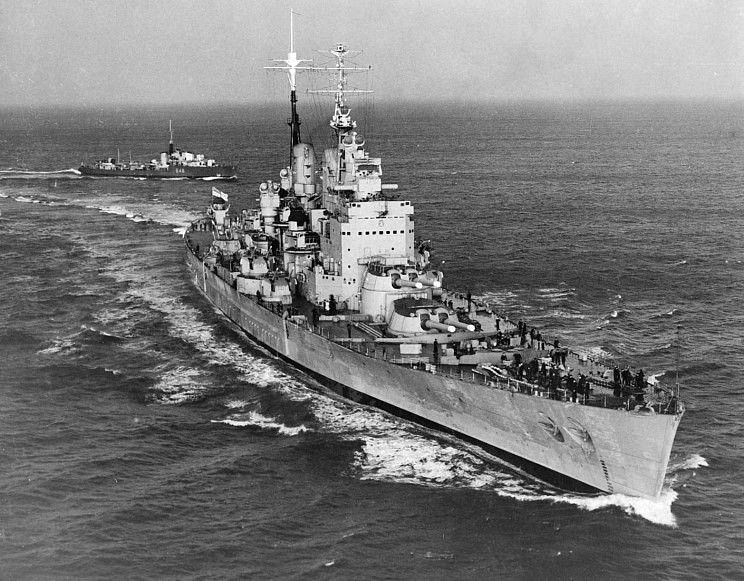
Az HMS Vanguard brit csatahajó 1950-ben.

Az HMS Vanguard („Előhad”) volt a világon utolsóként megépített csatahajó, ebben a kategóriában méretét tekintve a ténylegesen elkészült egységek közül csak az amerikai Iowa és a japán Jamato osztályok hajói múlták felül a brit óriást. Szükségterv alapján készült, a második világháború kitörése miatt törölt hat darab Lion osztályú (HMS Lion, HMS Tremeraire, HMS Thunderer, HMS Conqueror és két névtelen egység) csatahajóból indultak ki, ezeknél nagyobb volt, viszont gyengébb fegyverzetet hordozott. A Lion típus 9 x 406 L/45 lövegével szemben, mivel azokat és lövegtornyaikat a túlterhelt brit ipar nem tudta volna időben leszállítani, kényszermegoldásként az 1920-as években repülőgép-hordozókká átépített két Courageous osztályú csatacirkáló (HMS Courageous, HMS Glorious) ágyútornyait örökölte, nyolc 381 mm L/42 löveggel, "she was armed with her Grandmothers teeth", ahogy a korabeli kritika megfogalmazta. A valóságban azonban a nagymama fogai nem jelentettek akkora hátrányt, mivel tűzerőben a második világháborús potenciális ellenfelek közül – a kolosszális Jamato osztály egyedüli kivételével – az HMS Vanguard nagyjából egyenértékűnek tekinthető a tengelyhatalmak legjobb csatahajóival, a Bismarck és a Vittorio Veneto típusokkal, erős páncélzata, mely az akkor létező legkiválóbb minőségű lemezekből készült, torpedóvédelme és tűzvezetése színvonalában pedig felülmúlta ezeket a német és olasz riválisokat. Megépítése akkor csillagászati összegbe, 11 530 503 korabeli font sterlingbe került, ezzel messze a legdrágább brit hadihajó lett. A Vanguard hagyományos brit hajónév, a St Vincent csatahajóosztály egy 1910-ben szolgálatba állított, 1917. július 9-én lőszerkamrájának máig tisztázatlan okból történt felrobbanása következtében elsüllyedt egysége is ugyanezt a nevet viselte.

## Története
1939-ben a második világháború kitörése miatt, mivel a számítások szerint 1944 előtt nem készülhettek volna el, az Admiralitás a Lion osztály, az HMS Lion és az HMS Tremeraire félbehagyásáról döntött, a másik négy tervezett ilyen csatahajó építéséhez pedig már hozzá sem fogtak. 1941-re nyilvánvalóvá vált, hogy a Royal Navynak szüksége lehet a két Nelson az öt darab King George V osztályú egység mellett további modern csatahajókra. Már a második világháború kitörése előtt felmerült, hogy kezdeni kellene valamit az 1920-as évek közepe óta a haditengerészeti arzenálban raktározott, a Courageous osztály repülőgép-hordozókká alakítása miatt feleslegessé vált négy darab 381 mm-es ikerágyús lövegtoronnyal. 1939 elejére felvázolták egy erős páncélzatú, a Lion osztályból kiinduló, gyors csatahajó terveit, melyet elsősorban a Távol-Keletre, a Japán Császári Haditengerészet ellen szántak. Az egységnek képesnek kellett lennie az akkor szolgálatban álló 6 japán csatahajó (Fusō, Yamashiro, Ise, Hyuga, Nagato, Mutsu) és 4 csatacirkáló (Kongō, Hiei, Kirishima, Haruna) bármelyikének leküzdésére, erre a feladatra a 381 mm-es lövegek 879 kg-os páncéltörő gránátjai tökéletesen alkalmasak voltak, a nehéz vértezet pedig megfelelő, illetve elfogadható védelmet nyújtott a japán hajók ágyúinak 356 és 406 mm-es lövedékei ellen.
A második világháború kitörésekor a tervet ugyan félretették, de 1941-re, amikorra Japán hadba lépése egyre valószínűbbé kezdett válni, döntés született a csatahajó megépítéséről, a megvalósítás a legmagasabb szintű, A1 prioritást kapta. Valós harcértékét tekintve az HMS Vanguard a két japán Jamato osztályú egység kivételével Nagy-Britannia második világháborús ellenfeleinek valamennyi csatahajójával szemben megállta volna a helyét. A tíz régebbi japán hajó mellett az olasz Regia Marina modernizált, 2-2 első világháborús Conte di Cavour (Conte di Cavour, Giulio Cesare) és Andrea Doria (Andrea Doria, Caio Duilio) osztályú egysége minden tekintetben alulmúlta a Vanguard-ot, a Vittorio Veneto típus három új hajója (Vittorio Veneto, Littorio, Roma) gyors volt, erős fegyverzetű, de gyenge páncélzata, elégtelen torpedóvédelme és a tűzvezetés alacsony színvonala miatt szintén komoly hátrányban lett volna. A Kriegsmarine Scharnhorst osztályát (Scharnhorst, Gneisenau) gyenge fő fegyverzete (9 x 280 mm) miatt a brit csatahajók elleni harcra maguk a németek is alkalmatlannak tekintették, ezt egyébként a számukra bevetéseik során kiadott német hadműveleti utasítások is szigorúan tiltották. Egyedül a félelmetes Bismarck osztály közelítette meg a Vanguard paramétereit, sebességük és fegyverzetük nagyjából azonos színvonalat képviselt a brit csatahajóéval, azonban a német hajók páncélzata korszerűtlenebb és tűzvezetése gyengébb. Figyelemre méltó, hogy a Vanguard kisebb hajóteste ellenére is nehezebb – köszönhetően erősebb, jobb felépítésű páncélzatának, mint a Bismarck, illetve a Tirpitz. Eredeti tervek szerint a csatahajó 1944-re elkészült és bevethető lett volna, de az építés közbeni, a második világháború harci tapasztalatait, különösen az HMS Prince of Wales elvesztését figyelembe vevő módosítások, fejlesztések következtében végül csak 1946-ban állhatott szolgálatba. Első nagyobb útján 1947-ben VI. György királyt és India császárát vitte, mintegy uralkodói jachtként az akkor még brit domínium Dél-Afrikai Unióba, a mai Dél-Afrikai Köztársaságba. A látogatás célja az angolbarát, monarchista Jan Smuts miniszterelnök kormányának támogatása, s a búr lakosság egyre intenzívebb republikánus érzelmeinek leszerelése a birodalmi pompában tobzódó királyi vizittel. Az út felemás eredményt hozott, Smuts ugyan megbukott a következő parlamenti választásokon, de a republikánus közhangulat átmenetileg lecsendesült, s Dél-Afrika 1961-ig a brit korona fennhatósága alatt maradt.
1949-ben előbb a Mediterrán Flotta (Mediterranean Fleet), majd a Honi Flotta (Home Fleet) kiképző hajórajának, végül 1950-ben magának a Honi Flottának a zászlóshajója. 1953-ban II. Erzsébet királynő koronázási flottaszemléjének résztvevője. 1955-től a tartalékflotta (Reserve Fleet) zászlóshajója. A hidegháború kezdeti szakaszában a Royal Navy elsősorban, mint zászlóshajóra, valamint az öreg szovjet csatahajók, az Oktyabrszkaja Revolucija, a Szevasztopol, a Novorosszijszk (ex olasz Giulio Cesare) a számos nagyméretű cirkáló, mint a 14 darab Szverdlov, az 5 Csapajev és 6 Kirov osztályú egység leküzdése szánta az HMS Vanguard-ot.
Az Admiralitás 1959. október 9-én jelentette be hivatalosan, hogy Nagy-Britannia utolsó csatahajóját le kívánja selejtezni és bontatni. Jellemzően akkor fel sem merült múzeumhajóként való megőrzésének gondolata. Ugyanebben az évben az HMS Vanguard fedélzetén forgatták a Sink the Bismarck című háborús film egyes jeleneteit. A hajót végül 1960. június 7-én selejtezték le, majd 560 000 akkori font sterlingért eladták lebontásra, melyre a skóciai Faslane-ban került sor. Érdekesség, hogy útban a hajóbontó felé éppen úgy megfeneklett, mint pályafutása végén egy másik híres brit csatahajó, az HMS Warspite. A műveletet 1962 közepére fejezték be.

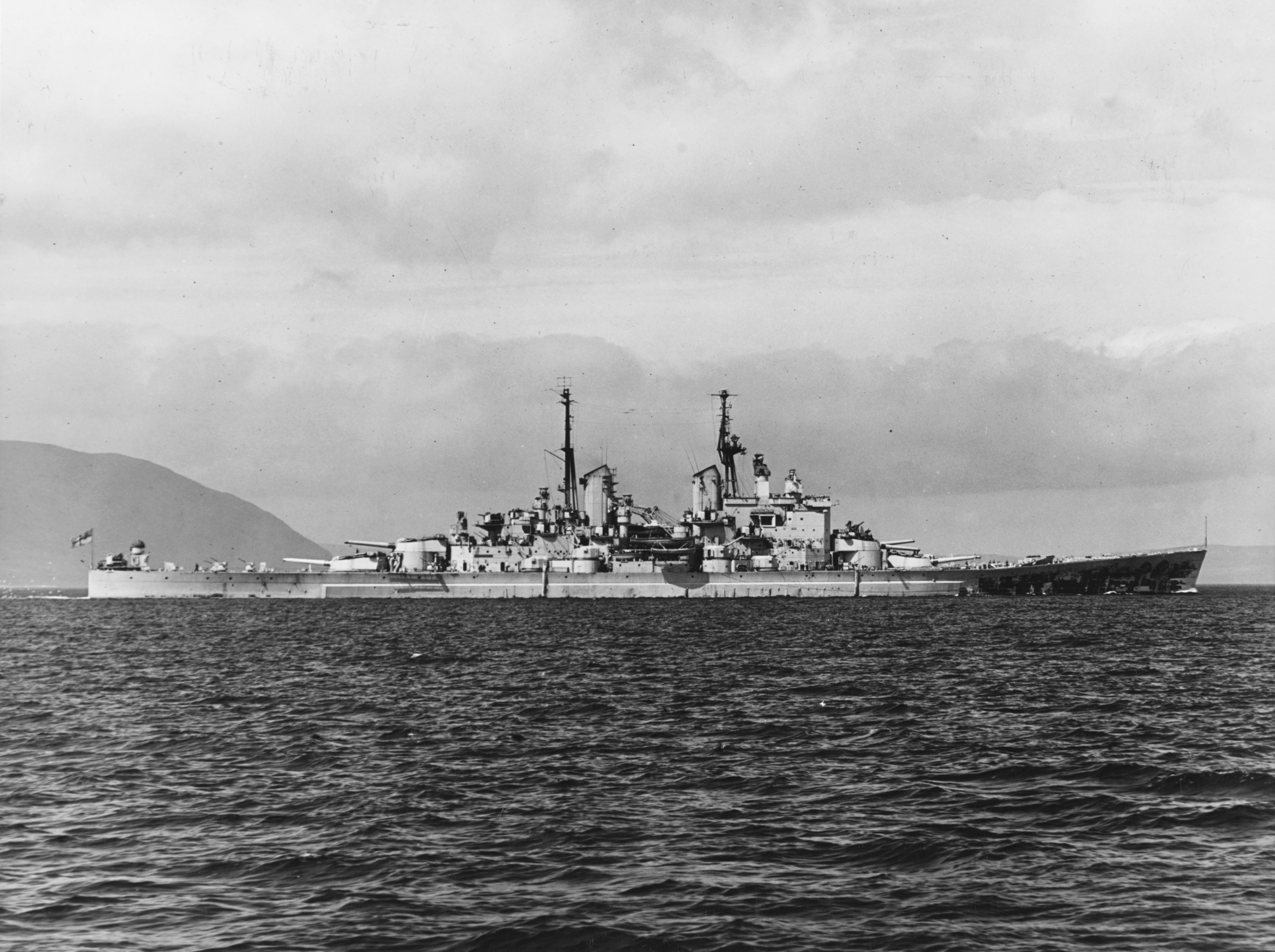
Az HMS Vanguard csatahajó oldalnézetből, 1947-ben.

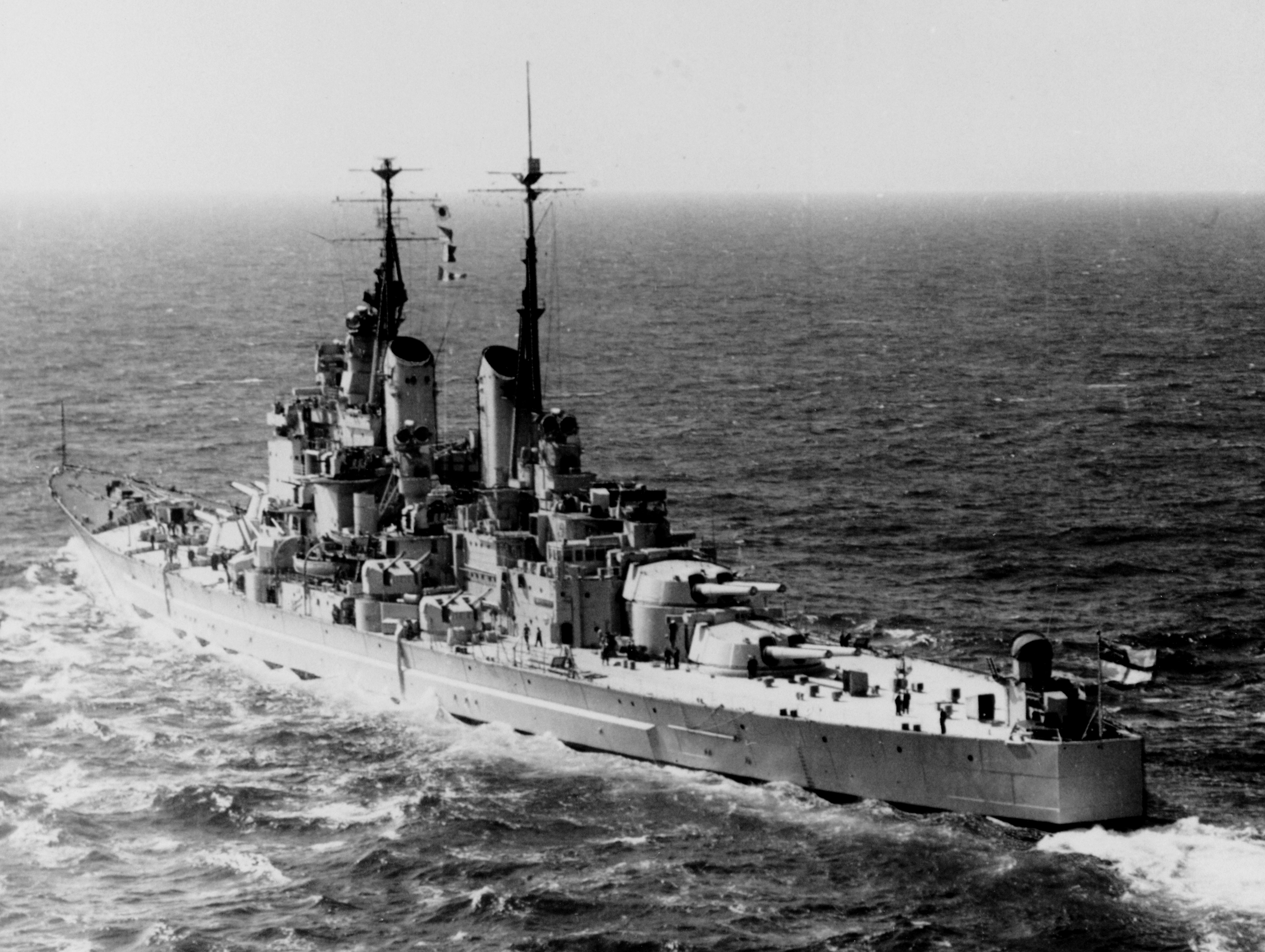
Az HMS Vanguard brit csatahajó. Jól látható a kiváló tengerálló képességet biztosító emelt hajóorr, s a tükrös tatkiképzés (transom stern).

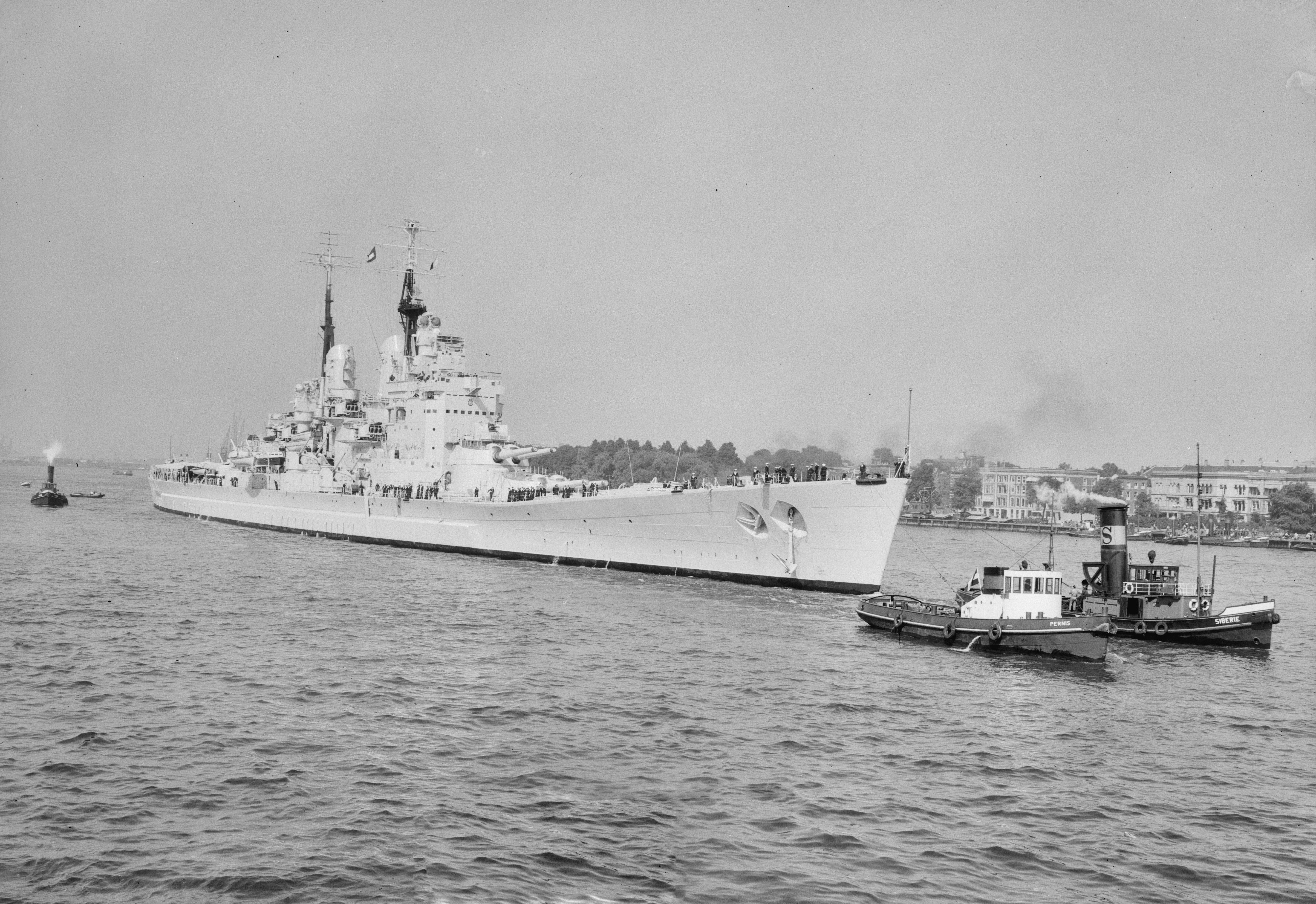
A brit HMS Vanguard csatahajó 1952 júniusában, Rotterdamban.

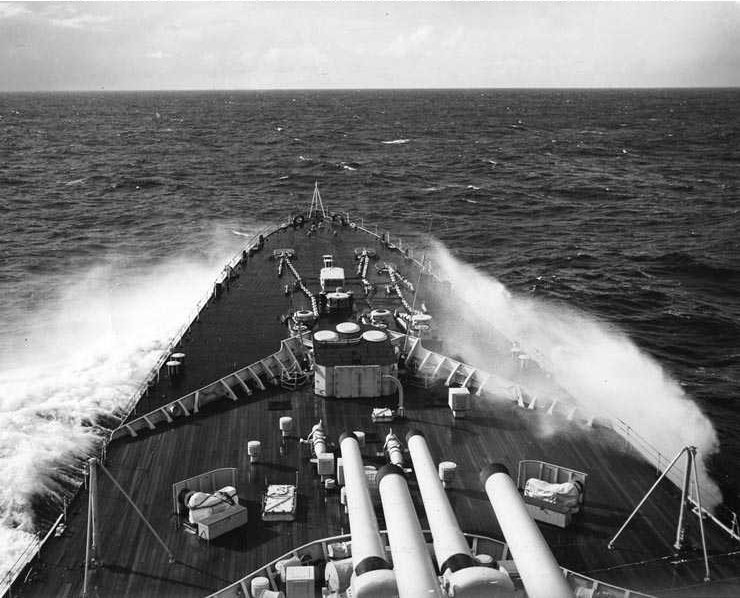
Az HMS Vanguard csatahajó orra és elülső fő lövegei a NATO 1952-es Operation Mainbrace hadgyakorlatán.

Az HMS Vanguard 381-mm-es fő lövegtornyainak működését bemutató animáció.

## Dizájn

### Általános jellemzők
Az HMS Vanguard teljes hossza 248,2 m volt, szélessége pedig 32,9 m. Sztenderd vízkiszorítása 44 500 t, maximális vízkiszorítása 51 420 t. A hajótest összesen 27, egymástól vízmentesen lezárható szekcióra volt osztva, és 1,5 méter mély teljes kettős hajófenékkel rendelkezett. Mivel a Lion osztály nem épült meg, ez volt az egyetlen egyenesre vágott, tükrös tattal rendelkező brit csatahajó, ez a kialakítás 0,33 csomóval növelte a sebességét. A tengerálló képességét, különösen viharos időjárási viszonyok között jelentősen javította megemelt hajóorra. Kiváló ágyúplatformnak bizonyult. Jellegzetes, hatalmas parancsnoki tornya a King George V. osztályú és a modernizált HMS Queen Elizabeth, HMS Valiant, HMS Warspite csatahajók és az HMS Renown csatacirkáló mintájára és általános elrendezésében készült.

### Hajtómű

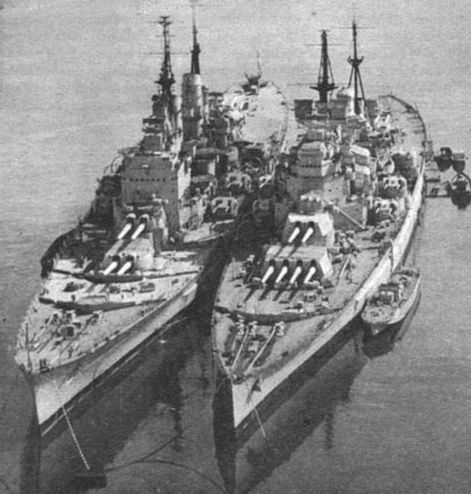
Az HMS Vanguard és a King George V osztályú HMS Howe brit csatahajó 1956-ban.

Az HMS Vanguard hajtóműve a tervezett, de félbe hagyott Lion osztályénak a mintájára készült. A csatahajó turbinái négy kettes csoportban kerültek beépítésre, külön géptermekben elhelyezve, minden csoport egy magas és egy alacsony nyomású Parsons gőzturbinából állt, ezek négy, egyenként 4,5 méter átmérőjű hajócsavart hajtottak meg. Az egy oldalon lévő hajócsavarok egymáshoz viszonyított távolságát 10,2 méterről megnövelték 15,7 méterre a King George V. osztályhoz képest, hogy elkerüljék annak lehetőségét, hogy egy szerencsés torpedótalálat mindkettőt egyszerre megrongálhassa közülük. A turbinák energiaellátását nyolc Admirality kazán biztosította. A hajtómű teljesítménye a tervek szerint 130 000 LE lett volna, azonban a hajó első, 1946-os próbaútján ténylegesen 136 000 LE-t biztosított, így a maximális sebesség 30-ról 31,57 csomóra nőtt. Az üzemanyag kapacitás 4423 t fűtőolaj és 434 tonna dízelolaj volt.

### Fegyverzet

#### Fő fegyverzet
Az HMS Vanguard fő fegyverzetét hasonlóan a Queen Elizabeth, Revenge osztályú csatahajókéhoz, a Renovn, valamint a Courageous osztályú csatacirkálókéhoz, és az egyedi építésű HMS Hood-hoz, a két Marshal Ney, a két Erebus és a két Roberts osztályú monitorhoz, a 15 hüvelykes (BL 15 inch Mk I), azaz 381 mm-es L/42 ágyú képezte, melyek a legerősebben páncélozott hadihajókra is halálos veszélyt jelentettek. Maga a négy lövegtorony a két repülőgép-hordozóvá átépített csatacirkáló, az HMS Courageous és az HMS Glorious öröksége volt. Azonban a nyolc ágyú több brit csatahajó és egy monitor fegyverzetéből lett összeválogatva: kettő az HMS Queen Elizabeth, kettő az HMS Ramillies, egy az HMS Royal Sovereign, egy az HMS Resolution, egy az HMS Warspite csatahajók, egy pedig az HMS Erebus monitor fedélzetéről származott. A lövegek egyenként 101.605 tonnát nyomtak, hosszuk 16.52 méter. Az egyenként 869 tonna tömegű MK I (N) RP12 típusú fő lövegtornyokat teljes körűen modernizálták, vértezetüket új kéregedzett páncéllemezekre cserélték. A maximális csőemelkedés +20°-ról +30°-ra nőtt, az ágyúkat +5°-nál töltötték. Mind a páncéltörő (APC Mark XXIIb (6crh)), mind a repeszgránát (HE Mark VIIIb (6crh)) 879 kg tömegű volt. A torkolati sebesség 749 m/s, a maximális lőtávolság 30 680 méter, a tűzgyorsaság 2 lövés / perc, a lőszer javadalmazás 100 lövedék csövenként, ezek élettartama 335 lövés. A fő lövegtornyokat az orrtól a tat felé "A", "B". "X" és "Y" betűvel jelölték.

#### Másodlagos fegyverzet, légvédelem
A másodlagos fegyverzetet 16 darab QF 5.25 inch RP.10 Mk I* típusú, 133 mm L/50 kettős rendeltetésű, univerzális ágyú alkotta, melyek mind tengeri, mind légi célpontok ellen hatásosak voltak. A csőemelkedés −5°-től +70°-ig terjedt, 36 kg-os lövedékeik kezdősebessége 814 m/s. Maximális lőtávolság 22 010 méter, lőszer javadalmazás 391 gránát/cső, tűzgyorsaság 18 lövés/perc. Magukat a tornyokat a King George V. osztályú csatahajók és a Dido osztályú könnyűcirkálók hasonló berendezésihez képest továbbfejlesztették, így az HMS Vanguard esetében már teljesen automatizáltak lettek.
A légvédelmet továbbá 70 darab Bofors 40 mm-es légvédelmi gépágyú biztosította. ezek közül 60 darab 10 hatcsövű platformon, egy iker a "B" torony tetején, 11 egyesével került elhelyezésre. A csőemelkedés −10°-től +90°-ig terjedt, a lövedék tömege 0.89 kg, kezdősebessége 880 m/s, tűzgyorsasága 120 lövés/perc, maximális lőtávolsága 9,830 m, lőszer kiszabat 1269 lövedék/cső.

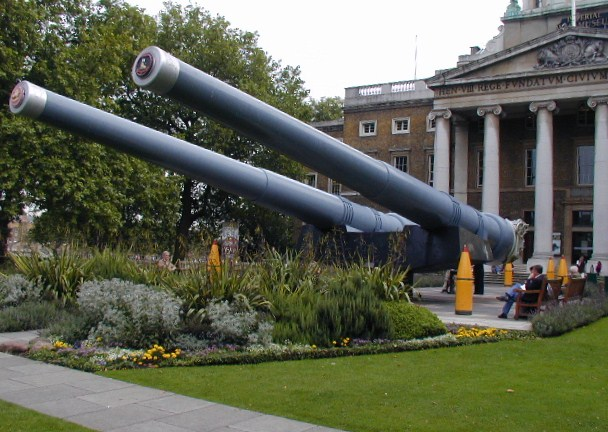
Az HMS Ramillies csatahajó és az HMS Roberts monitor egy-egy 381 mm L/42 ágyúja és gránátjaik a londoni Imperial War Museum bejárata előtt. Az HMS Vanguard csatahajó fő fegyverzetét nyolc ilyen, kiválóan sikerült löveg alkotta. A padon ülő emberek nyilvánvalóvá teszik e fegyver lenyűgöző méreteit.
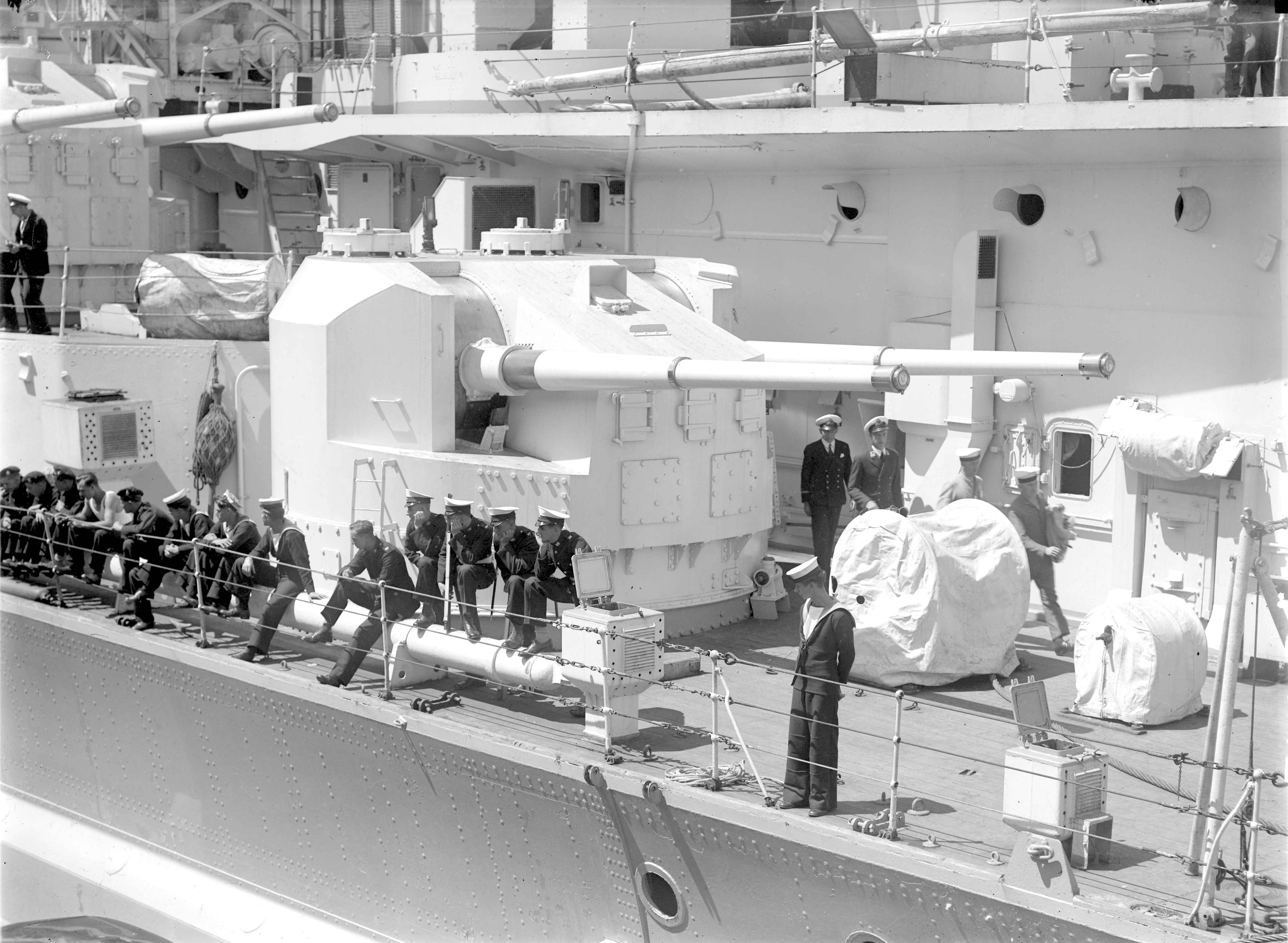
A brit HMS King George V. csatahajó 133 mm L/50 Mk I típusú ágyúi kétlöveges tornyokban. Az HMS Vanguard másodlagos fegyverzete szintén 16 darab ilyen kettős rendeletetésű, tengeri és légi célok leküzdésére is alkalmas ágyúból állt.

### Tűzvezetés
Az HMS Vanguard tűzvezetése egyedi volt a brit csatahajók között, az RPC (remote power control) és az Admiralty Fire Control Table (AFCT) Mk X kombinációján alapult a fő fegyverzet esetében, még a másodlagos 133 mm-es lövegek és a 40 mm-es gépágyúk RPC alapon működtek. Az RPC esetében a lövegtorony automatikusan követte a tűzvezető központok (director-control tower – DCT) által bemért, figyelt célpontot, az összeköttetést az AFCT elektromechanikus analóg tűzvezető számítógép biztosította. Két tűzvezető központ (DCT) volt a fő fegyverzet számára, egy-egy Type 274 radarral, mindkét központ irányíthatta mind a négy fő lövegtornyot, ugyanakkor helyi tűzvezetéssel a "B" lövegtorony irányíthatta önmagán kívül az "A"-t, még az "X" az "Y"tornyot is. A fő lövegtornyok mindegyike, az "A" kivételével el lett látva helyi irányításra egy 9.1 méteres távmérő berendezéssel. A másodlagos fegyverzet 133 mm-es ágyúinak tűzvezetését négy amerikai, Type 275 radarral felszerelt Mark 37 DCT végezte. A 40 mm-es Bofors gépágyúkhoz Type 262 radarberendezéseket használtak, a hatcsövűek közülük rendelkeztek CRBF (close range blind fire) tűzvezetővel is. Az HMS Vanguard -on a következő radarberendezéseket használták:
Type 960, Type 277, Type 293, Type 268, Type 930, 2 db Type 274, 4 db Type 275, 11 db Type 262.

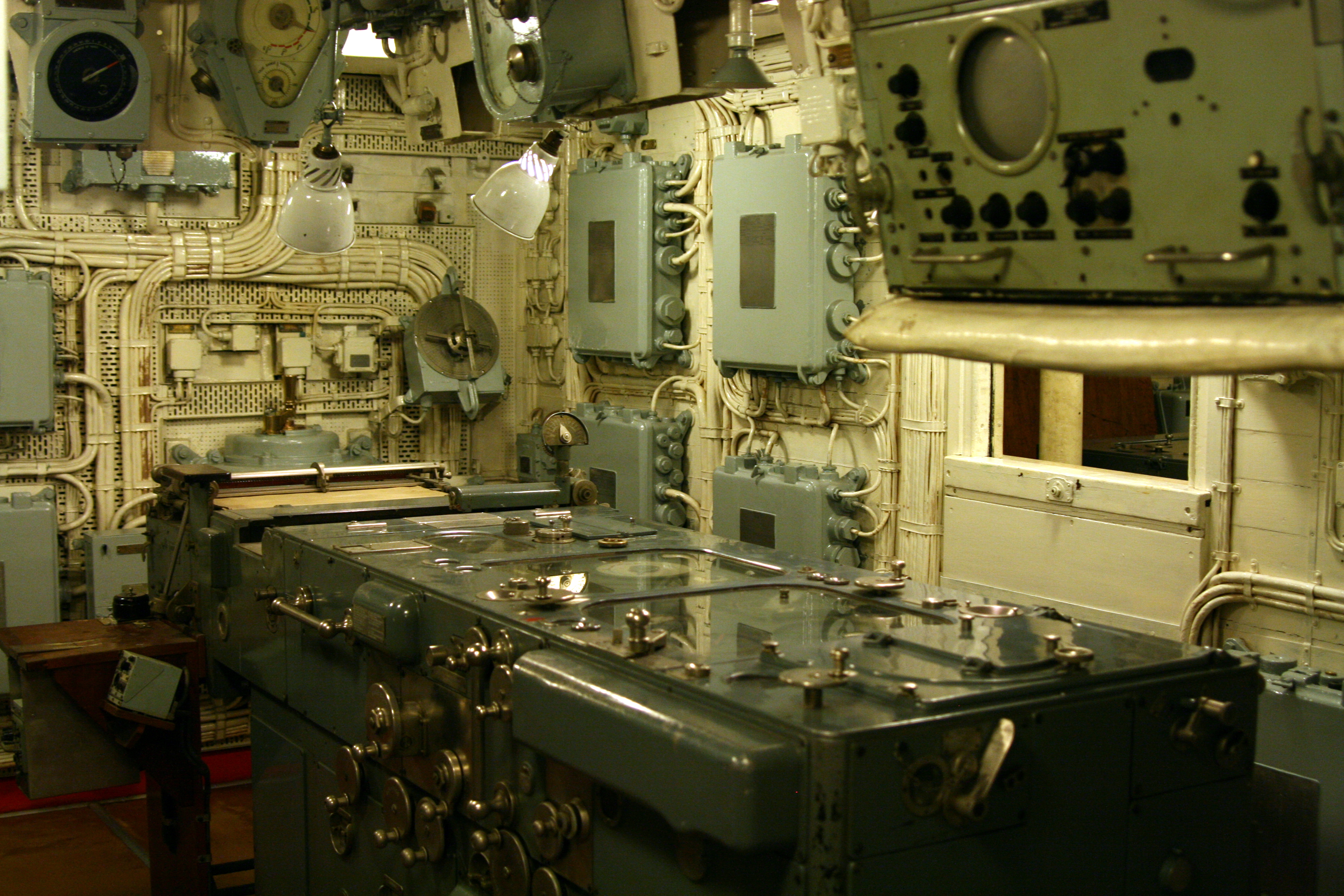
Admiralty Fire Control Table (AFCT) elektromechanikus analóg tűzvezető számítógép az HMS Belfast brit cirkáló fedélzetén. A berendezés első, Mk I változata a Nelson osztály csatahajóin került először alkalmazásra 1927-től. Az AFCT az HMS Vanguard felszereléséhez is hozzátartozott.
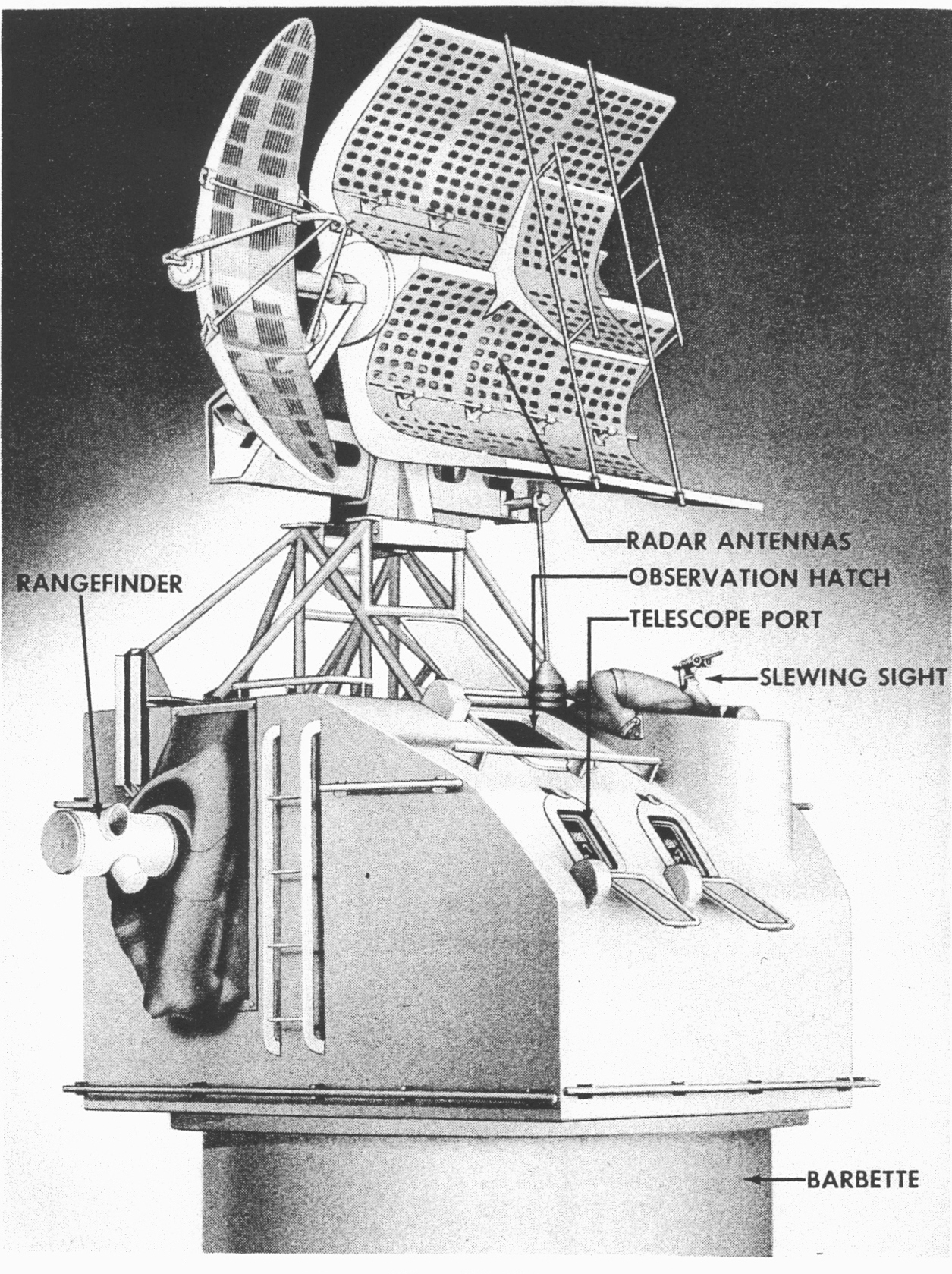
Amerikai gyártmányú Mk37 típusú tűzvezető központ (director-control tower - DCT), négy ilyen berendezés szolgálta az HMS Vanguard csatahajó 16 darab 133 mm L/50 ágyújának tűzvezetését.
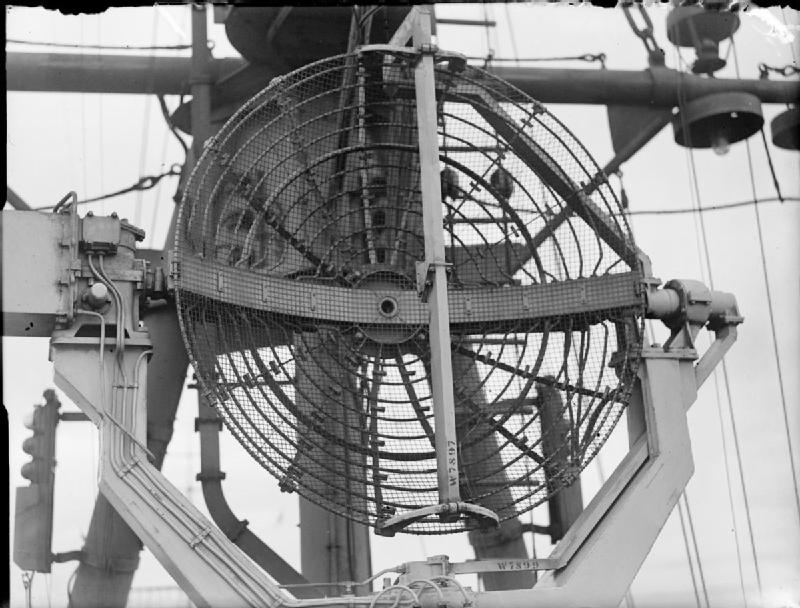
Brit Type 277 radarberendezés a Minotaur osztályú HMS Swiftsure nagy méretű könnyűcirkálón. Ezt a típust használta az HMS Vanguard csatahajó is.

### Páncélzat, torpedóvédelem
A Vanguard páncélzata komoly előrelépést jelentett a korábbi, szintén jól sikerültnek tartott King George V. osztály vértezetéhez képest, hiszen a tervezők ekkor már figyelembe vehették a második világháború harci tapasztalatait, különösen az HMS Prince of Wales elvesztését. Az általános elrendezés az elődtípusét követte. Az övpáncél maximális vastagsága ugyan csökkent az elődtípushoz viszonyítva, de jóval szélesebb, nagyobb felületet oltalmazó, jobb elosztású, így egyértelműen hatékonyabbnak tekinthető. A külső fő övvért 140 méter hosszú és 7,3 méter szélességű volt az első és a hátsó fő lövegtornyok között, ennek felső része 5 méter széles, a lőszerraktáraknál 356 mm, a gépháznál 343 mm vastagságú. Az alsó rész szélessége 2,3 méter, vastagsága a lőszerraktáraknál 356 mm-ről indult, s 114 mm-re vékonyodott a hajófenék felé haladva, a gépháznál pedig 343–114 mm vastagságú volt. Volt egy belső, 64–51 mm-es repeszfogó öv is, A lőszerraktárak 38 mm-es saját védelemmel rendelkeztek. Az övpáncélt elől és hátul lezáró keresztválaszfalakat 305 mm-re méretezték. Az övpáncélon fekvő fő páncélfedélzet vastagsága 152 mm a lőszerraktárak és 127 mm a gépház fölött, ennek ellen kellett állnia egy 4500 méter magasból ledobott 450 kg-s páncéltörő bomba becsapódásának. A Courageous osztálytól öröklött négy fő lövegtornyot modernizálták, vértezetüket pedig teljesen újra, az akkor létező legmodernebb brit páncéllemezekre cserélték. A fő lövegtornyok homlokpáncélja: 330 mm, oldala: 229 mm, toronytető: 152 mm, barbetta: 330-305-279 mm. A 133 mm-es, másodlagos lövegtornyok 64 mm vértezettel rendelkeztek, lőszeraknájukat 51–152 mm páncélzat védte. A britek harci tapasztalataik alapján már nem hittek abban, hogy a hatalmas parancsnoki torony, illetve a harcálláspontok erős páncélozásának értelme lenne, ezért ez csupán 76 mm-es vértezetet kapott, repeszek ellen, a hátsó harcálláspont pedig csak 51 mm-est. A torpedóvédelem szintén a King George V. osztály mintájára készült, háromrétegű, üres és folyadékkal töltött (fűtőolaj vagy tengervíz) kamrarendszerből állt, ennek kellett a víz alatti robbanás energiáját elnyelnie. E mögé hátrébb a hajó belsejében egy 44–38 mm vastag páncéllemezből készült torpedófal került, a rendszer maximális mélysége 4.6 méter, az elvégzett tesztek alapján kibírta volna egy 450 kg TNT robbanófejű torpedó becsapódását. A hajótest összesen 27, válaszfalakkal egymástól vízmentesen lezárt rekeszre volt osztva, kompartmentalizációja kiválónak tekinthető, és 1,5 méter mély teljes kettős hajófenékkel rendelkezett, ez és a megnövelt üzemanyagtartályok is javították a hajó úszóképesség-megőrző tulajdonságát súlyos sérülés esetén, e mellett az esetleges vízbetörés eltávolítására erős és hatékony nagy teljesítményű szivattyúrendszer is beépítésre került.

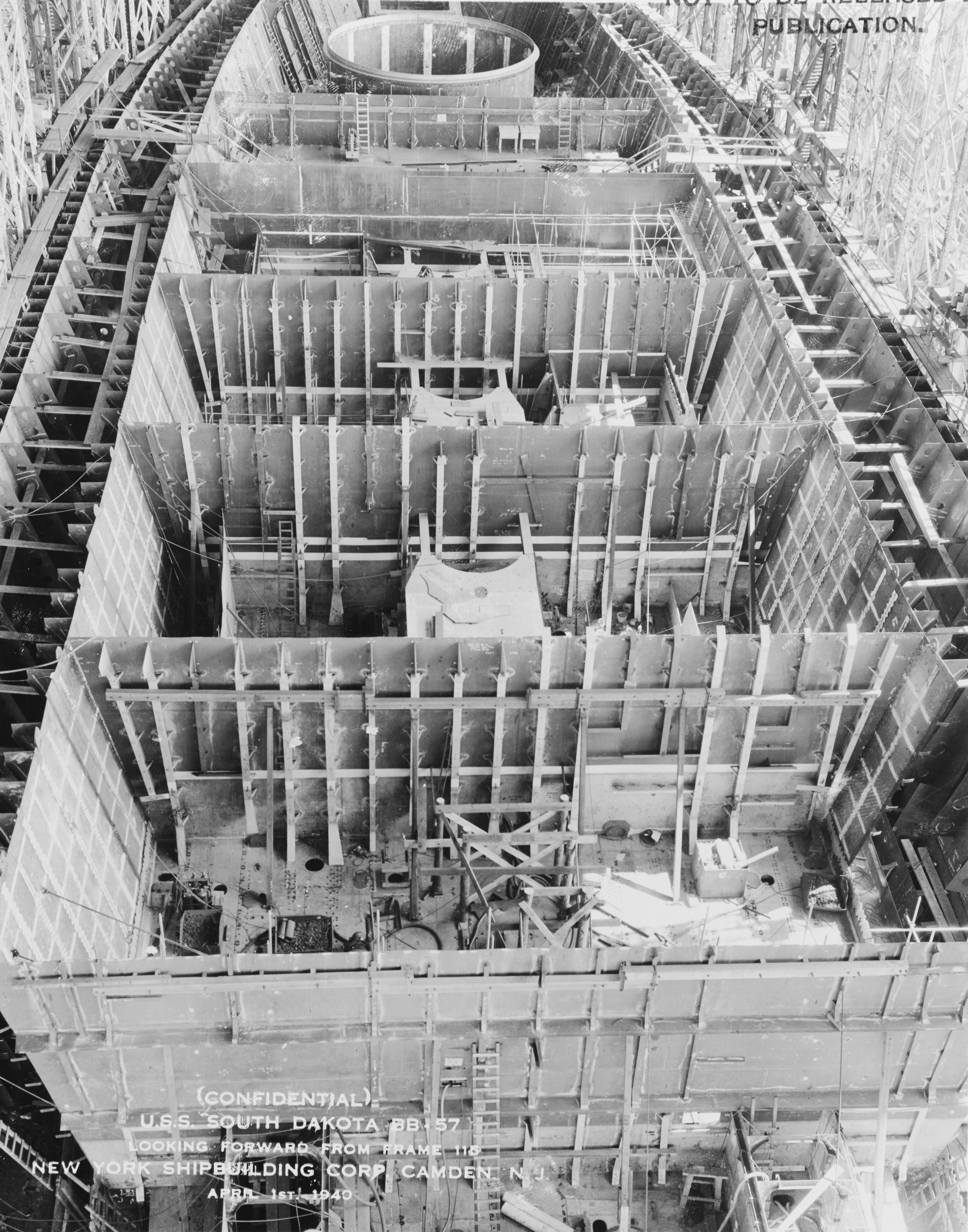
Az amerikai USS South Dakota (BB-57) csatahajó építés közben, 1940. április 1-én. A képen jól megfigyelhetőek a hajótestet vízmentes rekeszekre osztó keresztválaszfalak, ezek kulcsfontosságúak a felhajtóerő megtartásában sérülés esetén. Mint minden modern hadihajó, az HMS Vanguard is így épült. A hajótest vízmentes terekre osztását kompartmentalizációnak nevezzük.
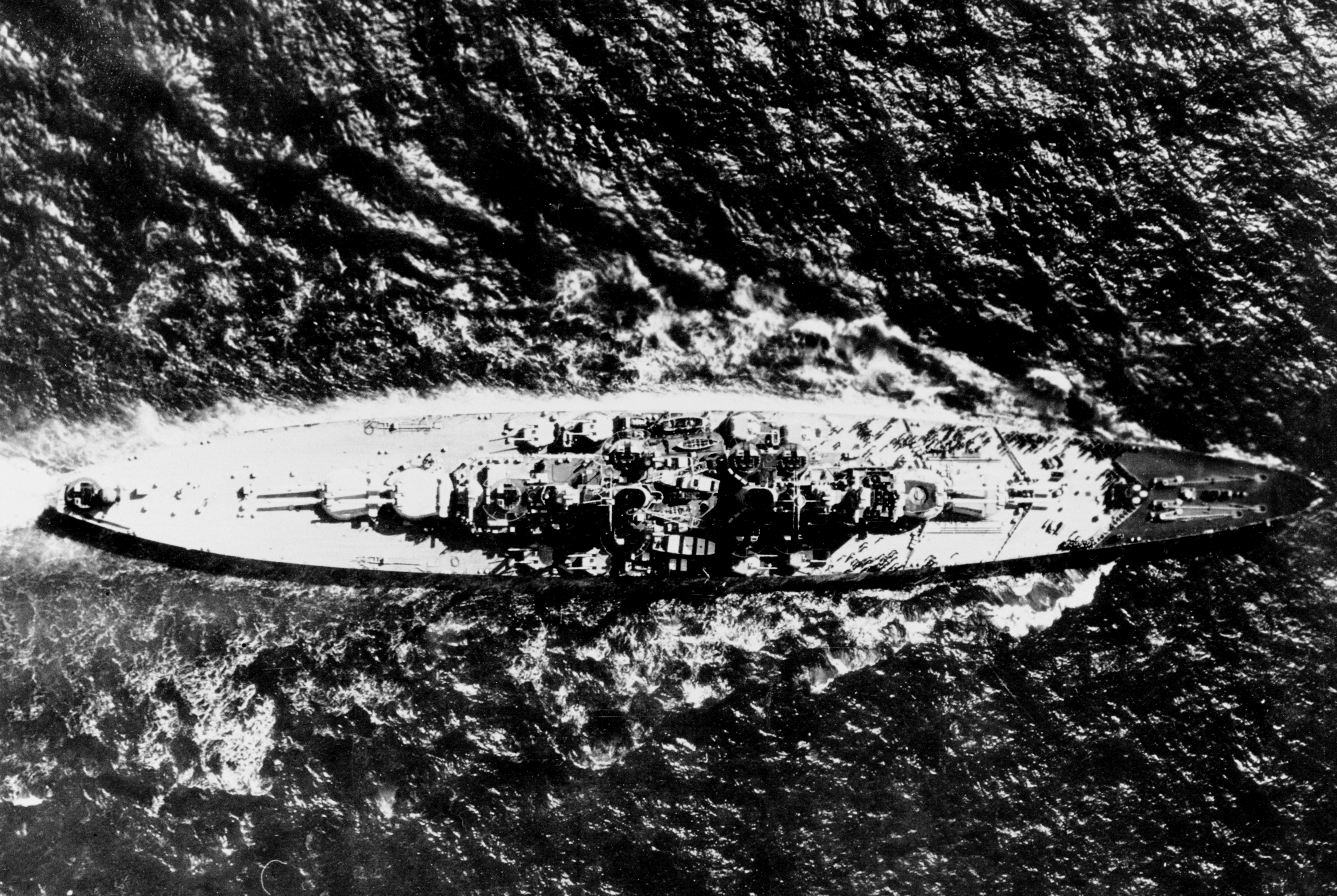
Az HMS Vanguard brit csatahajó a levegőből.

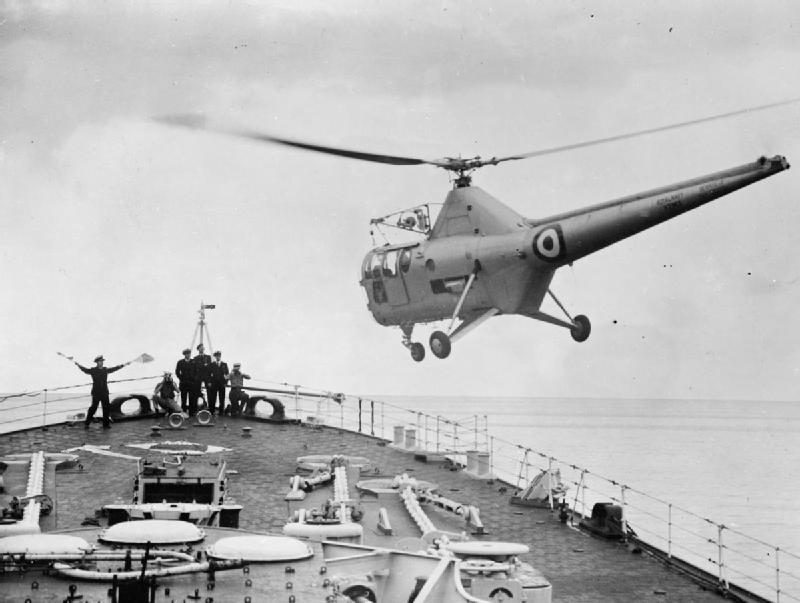
R-5 típusú helikopter készül leszálláshoz az HMS Vanguard brit csatahajó orrfedélzetén.

### Összehasonlítás a korszerűbb brit típusokkal
| Az HMS Vanguard és a modernebb brit típusok | Nelson osztály (2 egység)                                                         | King George V osztály (5 egység)                                          | Lion osztály (6 egység – nem épültek meg)                  | HMS Vanguard                                                              |
| ------------------------------------------- | --------------------------------------------------------------------------------- | ------------------------------------------------------------------------- | ---------------------------------------------------------- | ------------------------------------------------------------------------- |
| Vízkiszorítás: sztenderd/maximális          | 37 000 t / 44 054 t (1945-ben)                                                    | 39 100 t / 45 360 t (1945-ben)                                            | 40 550 t / 46 300 t                                        | 44 500 t / 51 420 t                                                       |
| Hossz                                       | 216.4 m                                                                           | 227.1 m                                                                   | 239.3 m                                                    | 248.2 m                                                                   |
| Szélesség                                   | 32.3 m                                                                            | 31.4 m                                                                    | 31.7 m                                                     | 32.9 m                                                                    |
| Max. merülés                                | 10.2                                                                              | 9.9 m                                                                     | 10.21 m                                                    | 10.62 m                                                                   |
| Övpáncélzat                                 | 356 – 330 mm                                                                      | 381 – 114 mm                                                              | 381 – 279 mm                                               | 356 – 343 mm                                                              |
| Fedélzeti páncélzat                         | 159 – 95 mm                                                                       | 152 – 64 mm                                                               | 152 + 37 – 63 mm                                           | 152 – 63 mm                                                               |
| Fő lövegtornyok páncélzata                  | Homlok: 406 mm, oldal: 280–229 mm, hátul: 229, tető: 184 mm, barbetta: 381–305 mm | Homlok: 324 mm, oldal: 284 – 174 mm, tető: 149 mm, barbetta: 324 – 275 mm | Homlok: 374 mm, oldal: 254 mm, hátul: 229 mm, tető: 152 mm | Homlok: 330 mm, oldal: 229 – 178 mm, tető: 152 mm, barbetta: 330 – 279 mm |
| Fő fegyverzet                               | 9 x 406 mm L/45 BL Mk I ágyú                                                      | 10 x 356 mm L/50 BL Mk VII ágyú                                           | 9 x 406 mm L/45 BL Mk II, vagy Mk III ágyú                 | 8 x 381 mm L/42 RP.12 Mk I/N ágyú                                         |
| Fő fegyverzet lövedékének tömege            | 929 kg                                                                            | 720 kg                                                                    | 1077 kg                                                    | 879 kg                                                                    |
| Fő fegyverzet teljes sortüzének tömege      | 8361 kg                                                                           | 7200 kg                                                                   | 9693 kg                                                    | 7032 kg                                                                   |
| Másodlagos fegyverzet                       | 12 x 152 mm L/50 BL Mk XXII                                                       | 16 x 133 mm L/50 QF Mk I ágyú                                             | 16 x 133 mm L/50 QF Mk I ágyú                              | 16 x 133 mm L/50 RP.10 Mk I ágyú                                          |
| Hajtómű teljesítménye                       | 45 000 LE                                                                         | 110 000 LE                                                                | 130 000 LE                                                 | 130 000 LE                                                                |
| Sebesség                                    | 23 csomó                                                                          | 28 csomó                                                                  | 30 csomó                                                   | 30 csomó                                                                  |

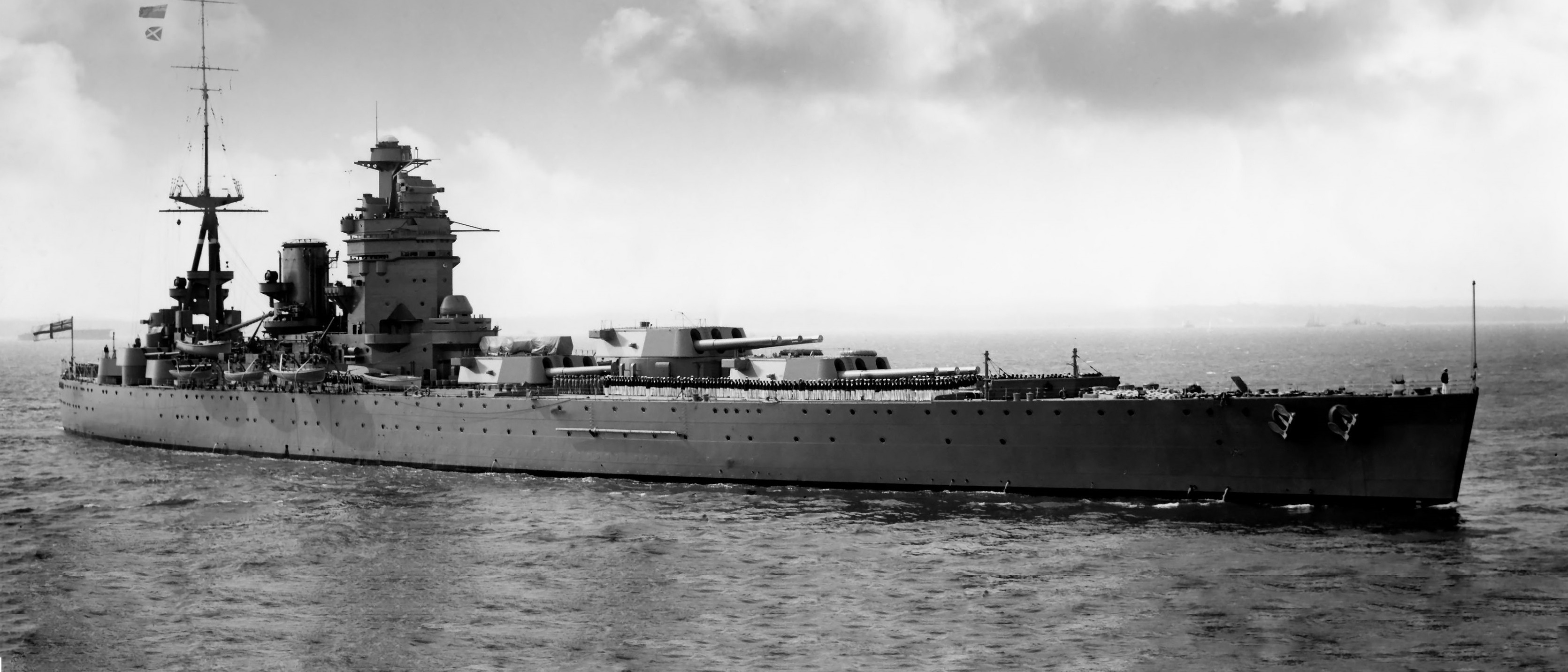
A Nelson osztályú HMS Rodney brit csatahajó.
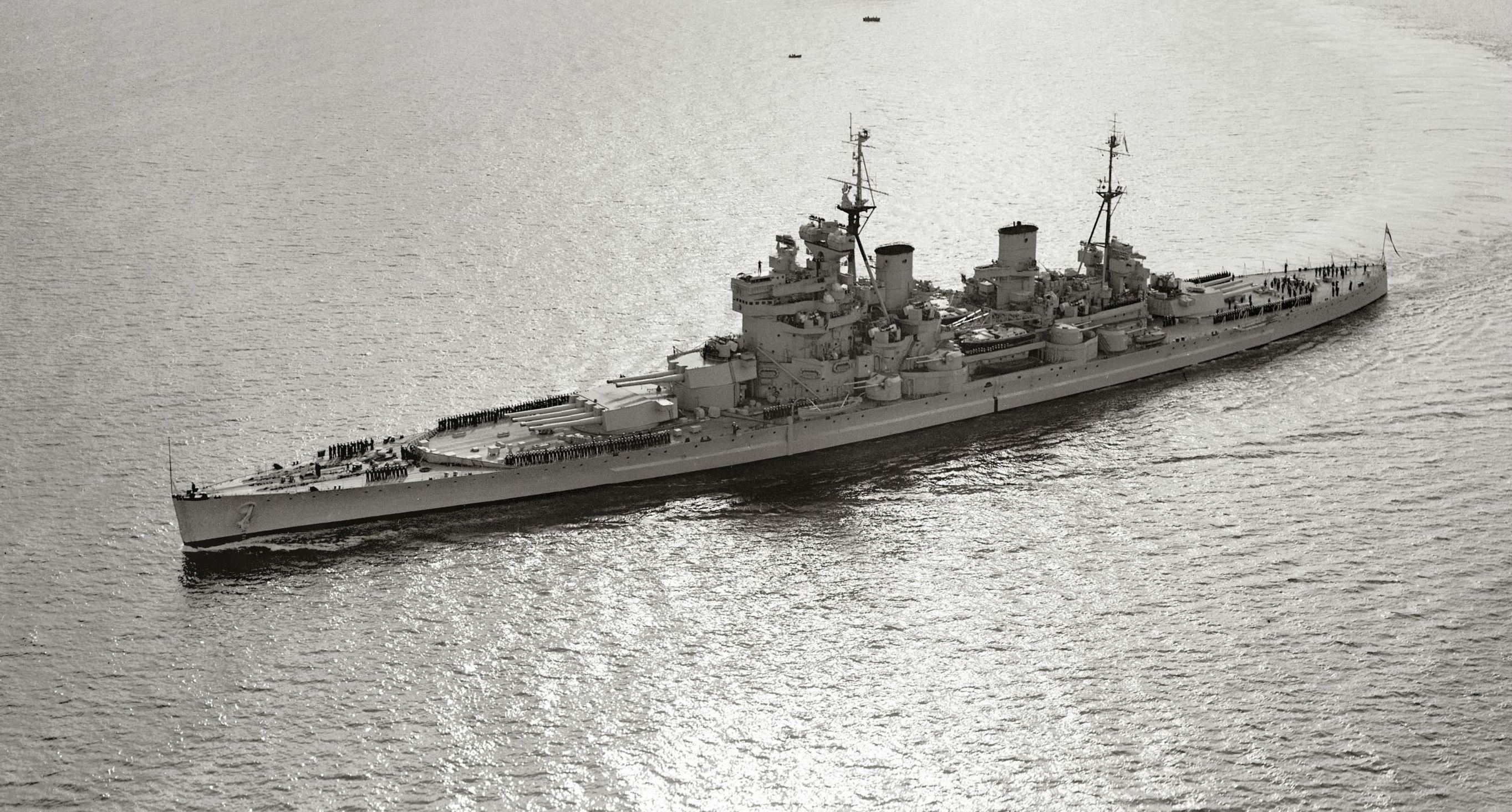
A King George V osztályú brit HMS Duke of York csatahajó.
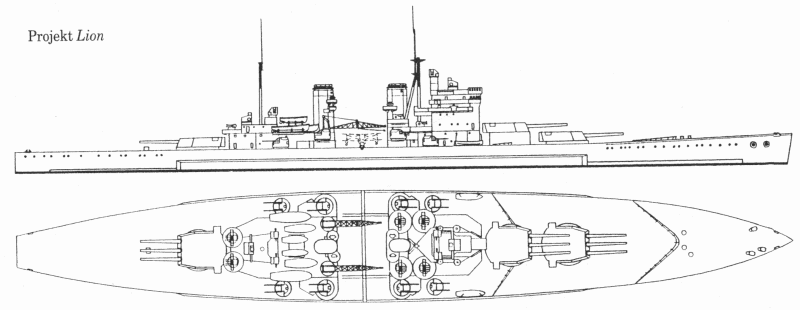
A tervezett Lion osztályú brit csatahajók jellegrajza.
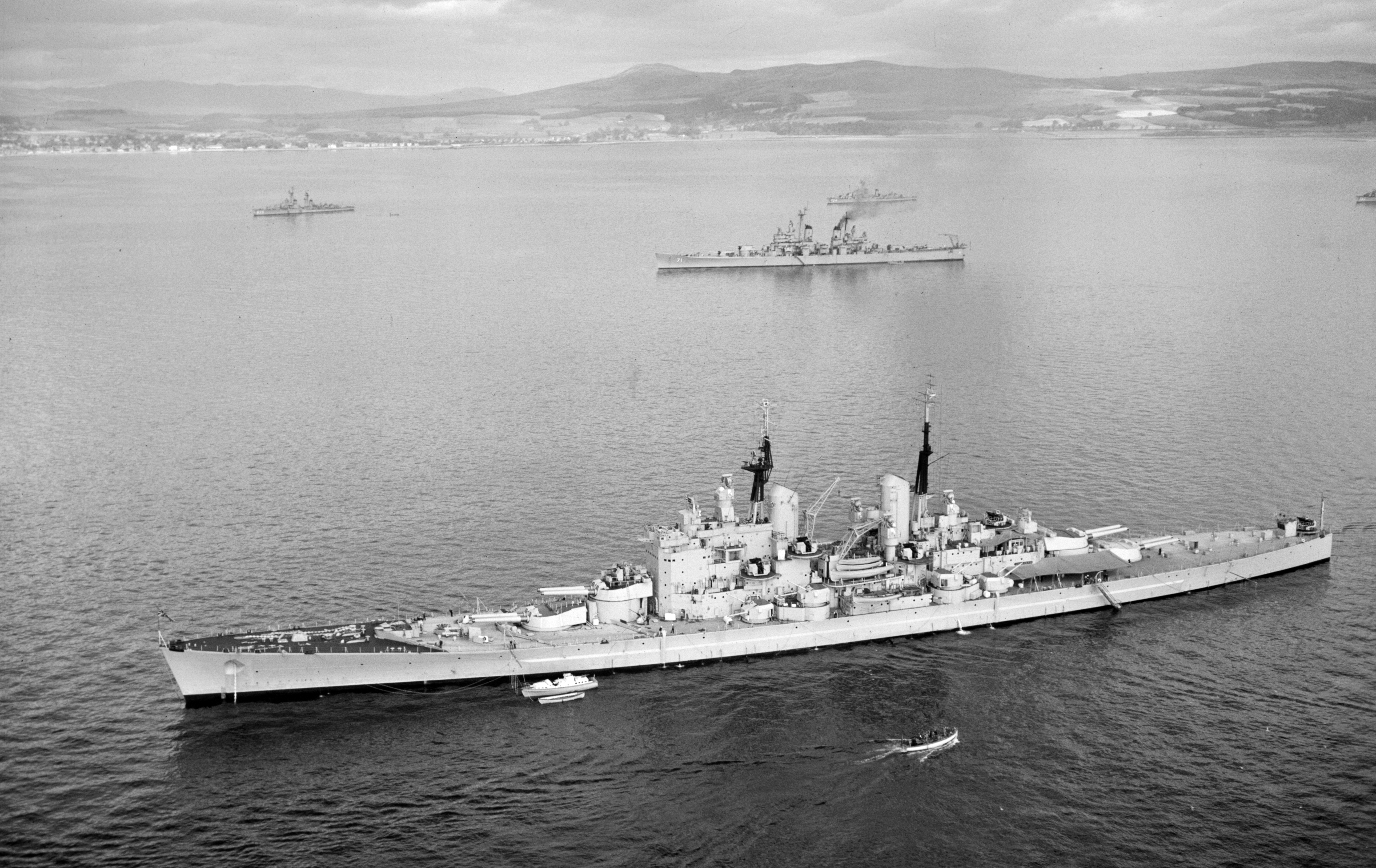
Az HMS Vanguard brit csatahajó amerikai hadihajók, a USS Quincy (CA-71) nehézcirkáló és három romboló társaságában, a Clyde folyó torkolatában, a NATO Operation Mainbrace hadgyakorlata során, 1952 szeptemberében.

### Összehasonlítás a korszerűbb német és olasz típusokkal
Az HMS Vanguard állja az összehasonlítást a korszerű német és olasz csatahajókkal. Tűzvezető rendszere korszerűbb, páncélzata és torpedóvédelmi rendszere jobb felépítésű, és erősebb. Lényeges tényező, hogy az új típusú brit páncéllemezek minősége nemcsak az olasz, de a kiváló német vértezetét is egyértelműen felülmúlta. Előny az HMS Vanguard univerzális, tengeri és légi célok ellen egyaránt használható másodlagos fegyverzete, mellyel a német és olasz egységek nem rendelkeztek. Tűzerőben a Scharnhorst osztállyal elsöprő fölényben volt, a Bismarck osztállyal szemben azonban már csak szerényebb előnnyel rendelkezett. A Littorio osztály egységei egyedül a fő lövegek tűzerejében múlták felül az HMS Vanguardot, ugyanakkor az olasz hajók rossz felépítésű és gyenge páncélzatuk és tűzvezetésük igen alacsony színvonala miatt nem lehettek volna egyenértékű ellenfelei. Az HMS Vanguard valós harcértékét tekintve az összes korszerű II. világháborús német és olasz nehéz egységet felülmúlta.
| Az HMS Vanguard és a modern német és olasz típusok összehasonlítása | HMS Vanguard                                                              | Scharnhorst osztály (2 egység)                                     | Bismarck osztály (2 egység)                                                  | Littorio osztály (3 egység)                                         |
| ------------------------------------------------------------------- | ------------------------------------------------------------------------- | ------------------------------------------------------------------ | ---------------------------------------------------------------------------- | ------------------------------------------------------------------- |
| Vízkiszorítás: sztenderd/maximális                                  | 44 500 t / 51 420 t                                                       | 31 053 t / 37 224 t                                                | 41 700 t / 50 900 t                                                          | 40 517 t / 45 029 t                                                 |
| Hossz                                                               | 248.2 m                                                                   | 229.8 m                                                            | 250 m                                                                        | 237.8 m                                                             |
| Szélesség                                                           | 32.9 m                                                                    | 30 m                                                               | 36 m                                                                         | 32.8 m                                                              |
| Max. merülés                                                        | 10.62 m                                                                   | 9.91 m                                                             | 10.6 m                                                                       | 9.6 m                                                               |
| Övpáncélzat                                                         | 356 – 343 mm                                                              | 350 – 170 mm                                                       | 320 – 145 mm                                                                 | 280 mm                                                              |
| Fedélzeti páncélzat                                                 | 152 – 63 mm                                                               | 95 – 50 mm                                                         | 120 – 50 mm                                                                  | 162 – 90 mm                                                         |
| Fő lövegtornyok páncélzata                                          | Homlok: 330 mm, oldal: 229 – 178 mm, tető: 152 mm, barbetta: 330 – 279 mm | Homlok: 360 mm, oldal: 200 mm, tető: 150 mm, barbetta: 350 –200 mm | Homlok: 360 mm, oldal: 220 mm, hátul: 320 mm, tető: 130 mm, barbetta: 340 mm | Homlok: 350 mm, oldal: 200 mm, tető: 200 mm, barbetta: 350 – 280 mm |
| Fő fegyverzet                                                       | 8 x 381 mm L/42 RP.12 Mk I/N ágyú                                         | 9 x 283 mm L/54.5 SK C/34 ágyú                                     | 8 x 380 mm L/48 SK C/34 ágyú                                                 | 9 x 381 mm L/50 Ansaldo M1934 ágyú                                  |
| Fő fegyverzet lövedékének tömege                                    | 879 kg                                                                    | 336 kg                                                             | 800 kg                                                                       | 885 kg                                                              |
| Fő fegyverzet teljes sortüzének tömege                              | 7032 kg                                                                   | 3024 kg                                                            | 6400 kg                                                                      | 7965 kg                                                             |
| Másodlagos fegyverzet                                               | 16 x 133 mm L/50 RP.10 Mk I ágyú                                          | 12 x 149 mm SK C/28                                                | 12 x 149 mm SK C/28                                                          | 12 x 152 mm L/55 OTO 1936 ágyú                                      |
| Hajtómű teljesítménye                                               | 130 000 LE                                                                | 160 100 LE                                                         | 138 000 LE                                                                   | 128 200 LE                                                          |
| Sebesség                                                            | 30 csomó                                                                  | 32 csomó                                                           | 29 csomó                                                                     | 30 csomó                                                            |

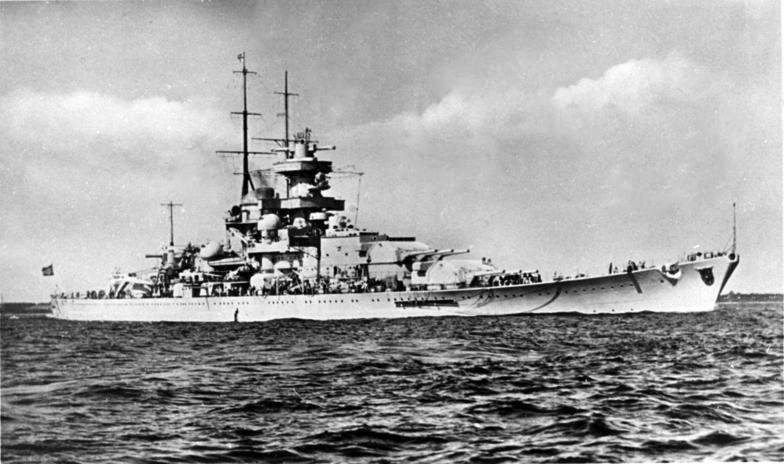
A Scharnhorst osztályú Gneisenau német csatacirkáló.
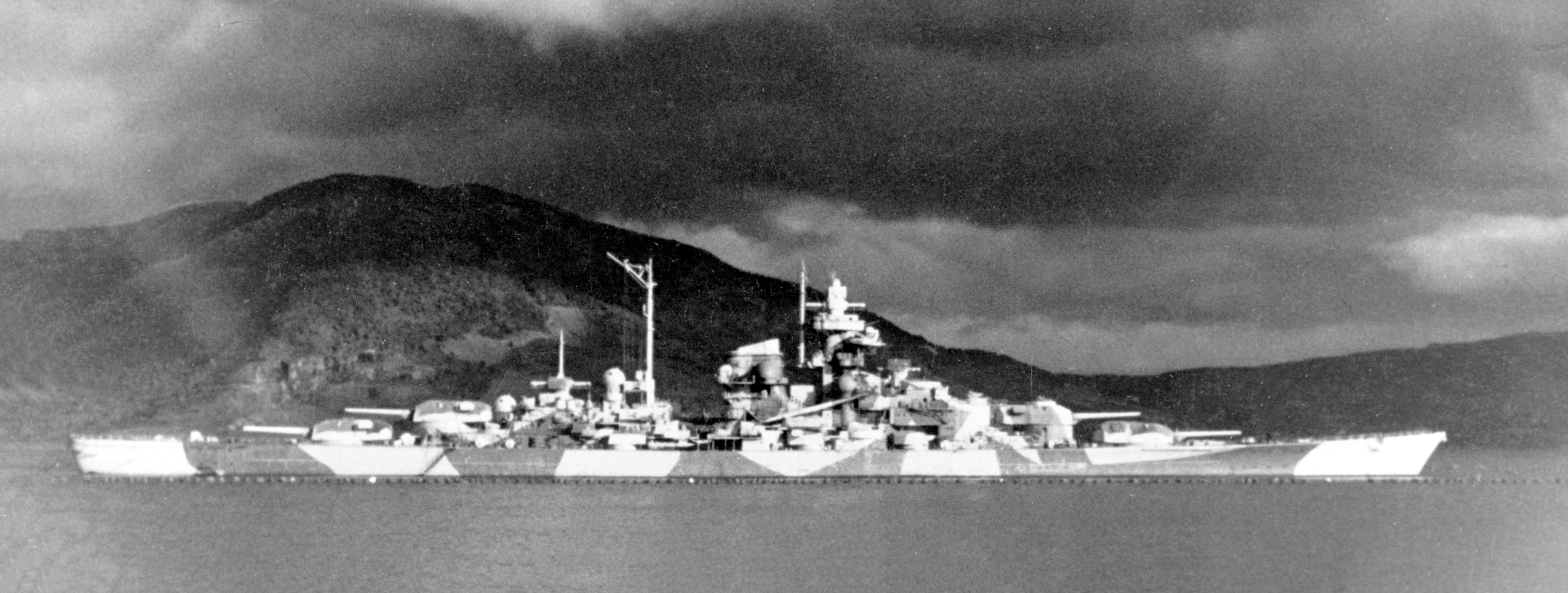
A Bismarck osztályú német Tirpitz csatahajó.
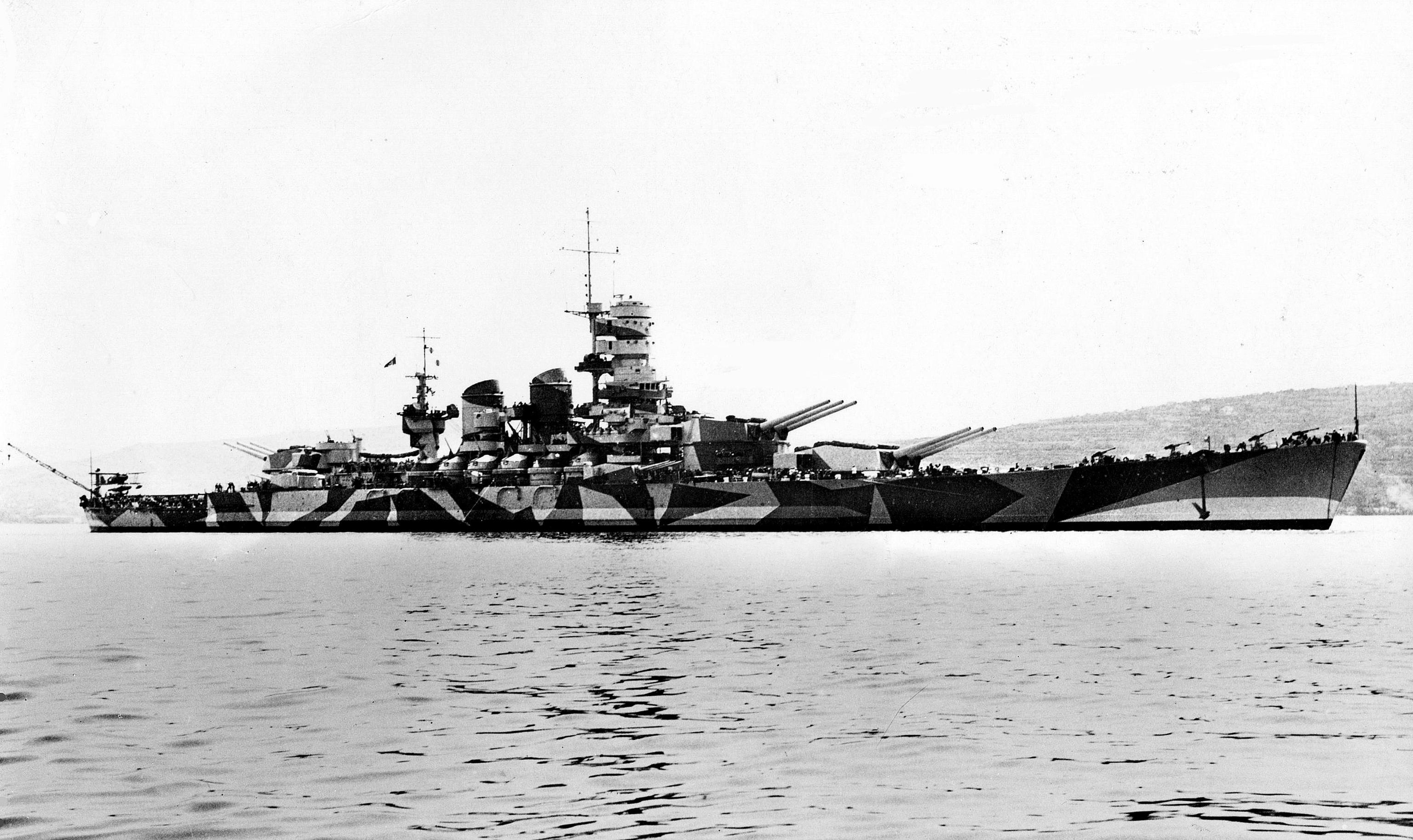
A Vittorio Veneto osztályú olasz Roma csatahajó.
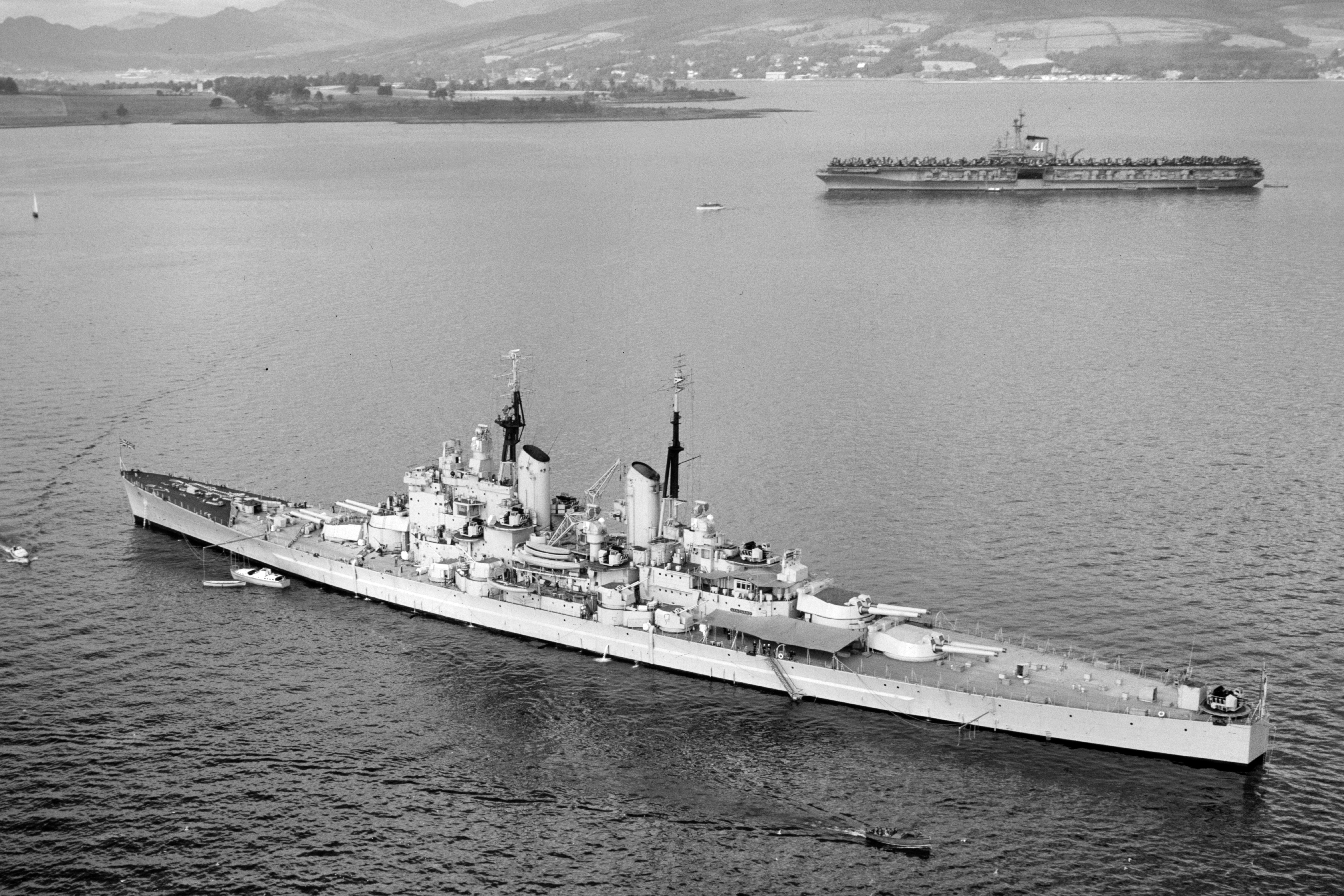
Az HMS Vanguard brit csatahajó a USS Midway (CVA-41) amerikai repülőgép-hordozó társaságában, a Clyde folyó torkolatában, a NATO Operation Mainbrace hadgyakorlata során, 1952 szeptemberében.